# Antonio Vico
Antonio Vico (Agugliano, 9 gennaio 1847 – Roma, 25 febbraio 1929) è stato un cardinale e arcivescovo cattolico italiano.
Fu nominato cardinale della Chiesa cattolica da papa Pio X.

## Biografia

### Formazione
Antonio Vico nacque il 9 gennaio 1847 ad Agugliano, delegazione apostolica di Ancona (oggi provincia di Ancona) e diocesi di Ancona e Numana (oggi arcidiocesi di Ancona-Osimo), nello Stato Pontificio (oggi nella Repubblica Italiana); era figlio del consigliere comunale Luigi Vico e di sua moglie. Ricevette il sacramento della confermazione il 1º agosto 1852, all'età di cinque anni.
Sentendo maturare la vocazione al sacerdozio decise di iscriversi presso il Seminario di Ancona, cosa che gli fu possibile grazie al lascito del marchese Ruffini, come deliberato dal Consiglio comunale del 10 settembre 1861. In seguito si trasferì a Roma, dove studiò ed ebbe residenza presso l'Almo collegio Capranica; contemporaneamente, frequentò anche la Pontificia Università Gregoriana, dove conseguì i dottorati in filosofia, teologia ed in utroque iure, vale a dire sia in diritto civile che in diritto canonico.

### Ministero sacerdotale
Ricevette l'ordinazione sacerdotale il 20 settembre 1873 ad Ancona, ventiseienne, incardinandosi come presbitero della diocesi di Ancona e Numana; erano passati due anni esatti dalla Presa di Roma, che sancì la fine dello Stato Pontificio. Dopo l'ordinazione continuò gli studi fino al 1876, dedicandosi poi per un anno al ministero pastorale nella diocesi di Roma.
Nel marzo 1877 intraprese la carriera diplomatica quando venne inviato nel Regno di Spagna come segretario della nunziatura apostolica, allora guidata da Giacomo Cattani, nel difficile contesto storico della Restaurazione borbonica; ricoprì tale incarico per quasi un triennio, fino all'inizio di novembre 1879. Dal 1880 al 1883 fu segretario della delegazione apostolica a Costantinopoli, sotto la direzione prima di Vincenzo Vannutelli e poi di Luigi Rotelli, in un Impero ottomano sempre più gravato da crisi interne e sulla via della disgregazione dopo la guerra russo-turca. In seguito, fino al 1887 fu revisore dei conti della nunziatura apostolica in Francia, sotto il nunzio Camillo Siciliano di Rende, dove le divergenze tra Chiesa ed anticlericali furono un tema di particolare rilevanza nella Terza Repubblica francese.
Il 25 maggio 1886 papa Leone XIII gli conferì, all'età di trentanove anni, il titolo onorifico di Cameriere segreto soprannumerario. Nel 1887, dopo dieci anni, ritornò in Spagna, stavolta come revisore dei conti del nunzio Angelo Di Pietro, ruolo svolto per un quinquennio. Nel 1893 divenne uditore della nunziatura apostolica in Portogallo, al servizio dei nunzi Domenico Maria Jacobini ed Andrea Aiuti, in un clima di forte caos politico e difficili rapporti con la Chiesa nella Monarchia costituzionale portoghese, con tendenze repubblicane sempre più forti.

### Ministero episcopale

#### Delegato in Colombia
Il 24 novembre 1897 papa Leone XIII lo nominò delegato apostolico e legato straordinario in Colombia; succedette ad Antonio Sabatucci, che si era dimesso il 31 dicembre 1895. Il 22 dicembre seguente venne elevato anche alla dignità arcivescovile con l'assegnazione della sede titolare di Filippi. Ricevette la consacrazione episcopale il 9 gennaio 1898, giorno del suo cinquantunesimo compleanno, presso l'Almo collegio Capranica a Roma, per imposizione delle mani del cardinale Mariano Rampolla del Tindaro, segretario di Stato di Sua Santità ed arciprete della basilica di San Pietro in Vaticano, assistito dai co-consacranti monsignori Cesare Sambucetti, arcivescovo titolare di Corinto e segretario della Congregazione del cerimoniale, ed Antonino Sardi, vescovo di Anagni.
Avendo ricoperto tale incarico per più di sei anni, fu testimone della sanguinaria Guerra dei mille giorni (1899–1903), conflitto civile che vide contrapposti il Partito Conservatore ed il Partito Liberale, vedendo coinvolta pesantemente anche Panama. Inoltre collaborò attivamente alla realizzazione dell'accordo del 1901, con il quale il governo colombiano concesse agli Stati Uniti d'America l'autorizzazione a costruire e gestire il Canale di Panama per un secolo; tuttavia nel 1903 il governo colombiano, spinto da impulsi nazionalisti, non sottoscrisse l'accordo, portando gli Stati Uniti ad organizzare una sommossa che avrà come risultato l'indipendenza della Repubblica di Panama.

#### Nunzio in Belgio
Il 4 febbraio 1904 papa Pio X lo trasferì, cinquantasettenne, a capo della nunziatura apostolica in Belgio; succedette a Gennaro Granito Pignatelli di Belmonte, trasferito come nunzio in Austria il 14 gennaio precedente.
In tale veste, nei tre anni da nunzio fu coinvolto nella vicenda di padre Adolf Daens, S.I. Quest'ultimo, resosi conto delle condizioni disumane dei lavoratori, anche bambini, nelle fabbriche della nativa Aalst, cercò di convincere i dirigenti ad assicurare migliori condizioni e salari più alti, ma senza successo, così come risultò infruttuosa la campagna di protesta portata avanti insieme a suo fratello Pieter Daens sul giornale edito da quest'ultimo; perciò, ispirato dall'enciclica sociale Rerum Novarum (15 maggio 1891), il 15 aprile 1893 fondò Christene Volkspartij (Partito popolare cristiano), cercando di democratizzare e radicalizzare il partito cattolico. Padre Daens ricevette la forte opposizione conservatrice dell'alta borghesia e della gerarchia ecclesiastica, recandosi a Roma il 14 maggio 1895 ma senza essere ricevuto da papa Leone XIII, pressato dai conservatori e da re Leopoldo II del Belgio. Mostrando di non voler desistere, il gesuita venne sanzionato il 13 ottobre 1899 da Antoine Stillemans, vescovo di Gand, che gli vietò di esercitare il ministero sacerdotale, ma ciò non gli impedì di essere eletto deputato pochi giorni dopo.
Dopo le elezioni del 1904, Gustave Joseph Waffelaert, vescovo di Bruges, scrisse al nunzio per sottolineare il peso del daenismo e la sua minaccia per il partito cattolico, così monsignor Vico consultò tutti i membri dell'episcopato belga. Infine, padre Daens venne condannato in una lettera da Roma del 27 febbraio 1905 e pubblicamente da papa Pio X nel marzo dello stesso anno. Nel gennaio del 1907 padre Daens chiese perdono al suo vescovo ed al nunzio, che lo aiutò a riconciliarsi con la Santa Sede; morì il 17 giugno seguente.

#### Nunzio in Spagna

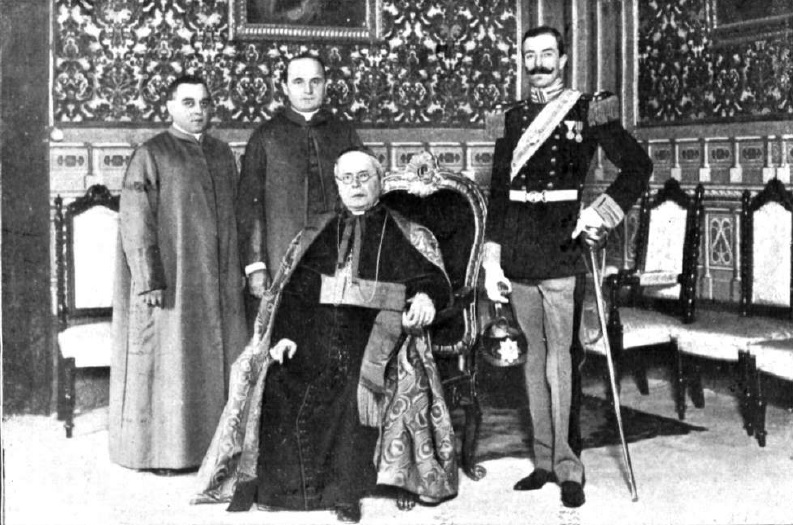
Il nunzio Vico, assieme ai suoi due segretari ed al marchese Giovanni Lepri, riceve la notizia della sua creazione a cardinale. Fotografia di José Demaría López, pubblicata sul settimanale Mundo Gráfico nº 6, 6 dicembre 1911, pag. 14.

Il 21 ottobre 1907 papa Pio X lo trasferì ancora, sessantenne, come nunzio apostolico in Spagna, con facoltà di legato a latere; succedette ad Aristide Rinaldini, creato cardinale il 15 aprile precedente.
Durante i quattro anni di incarico prese molto a cuore la situazione sociale dei cattolici, grazie anche ai suoi precedenti soggiorni in Spagna, per cui, su richiesta della Santa Sede e sulla base dell'esperienza italiana, cercò di dare maggiore impulso e sostenere gli statuti dell'Azione Cattolica e Sociale sulla base di questo modello, purtroppo senza molto successo. Tuttavia il suo deciso sostegno ebbe maggiori risultati con la fondazione nel 1908 dell'Associazione Nazionale Cattolica dei Giovani Propagandisti da parte del gesuita Ángel Ayala e di colui che sarebbe stato il suo primo presidente, Ángel Herrera Oria, futuro vescovo di Malaga e cardinale.

### Cardinalato
Papa Pio X lo creò cardinale nel concistoro del 27 novembre 1911, all'età di sessantaquattro anni; il 2 dicembre 1912 gli vennero conferiti la berretta cardinalizia ed il titolo presbiterale di San Callisto, vacante dal 22 luglio 1908, giorno della morte del cardinale Carlo Nocella, segretario emerito della Congregazione Concistoriale. Prese possesso del suo titolo durante una cerimonia successiva.
Dopo la morte di papa Pio X, prese parte al conclave del 1914, che si concluse con l'elezione al soglio pontificio del cardinale Giacomo della Chiesa con il nome di Benedetto XV.
Il 22 gennaio 1915 venne nominato camerlengo del Collegio cardinalizio, incarico solitamente della durata di un anno consistente nell'amministrazione finanziaria del Sacro collegio e nella celebrazione dei funerali dei porporati deceduti, succedendo al cardinale Pietro Gasparri; ricoprì tale ufficio fino al 4 dicembre 1916, quando gli succedette il cardinale Gennaro Granito Pignatelli di Belmonte.
L'11 febbraio seguente il papa lo nominò, sessantottenne, pro-prefetto della Congregazione dei riti, la quale si occupava delle celebrazioni liturgiche e delle cause dei santi; succedette al cardinale Scipione Tecchi, deceduto solo quattro giorni prima, il 7 febbraio, all'età di sessant'anni. Il prefetto, cardinale Sebastiano Martinelli, O.E.S.A., era spesso assente per via della sua salute cagionevole, necessitando dell'assistenza di un pro-prefetto.
Il 6 dicembre dello stesso anno, durante il concistoro, il pontefice gli consentì di optare per l'ordine dei cardinali vescovi assegnandogli la sede suburbicaria di Porto e Santa Rufina; succedette al cardinale Serafino Vannutelli, deceduto il 19 agosto precedente.

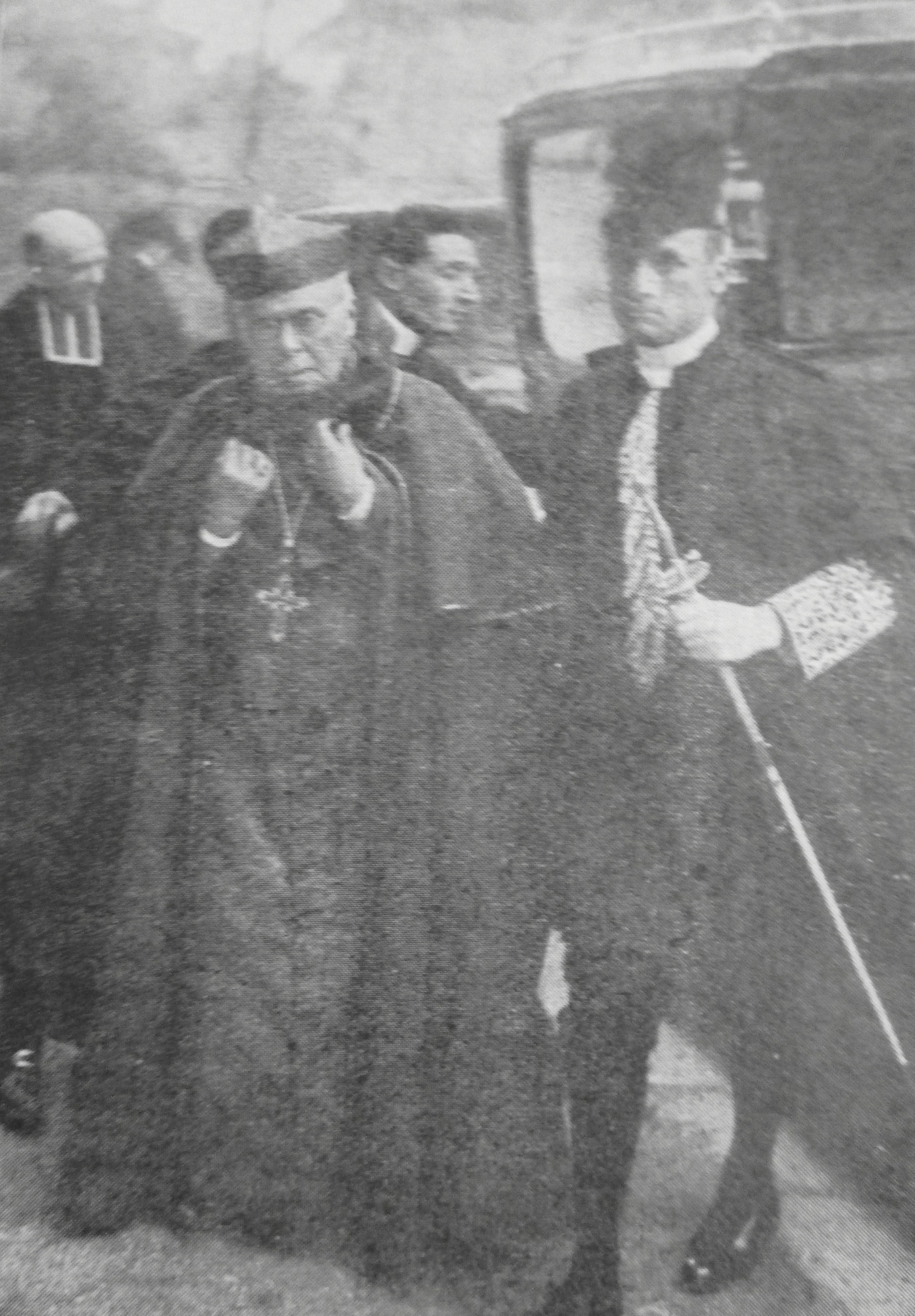
Il cardinale Vico mentre si reca presso la basilica del Sacro Cuore a Parigi. Da L'Illustration, nº 3999, 25 ottobre 1919.

L'8 luglio 1918, settantunenne, succedette come prefetto della Congregazione dei riti, a quattro giorni dalla morte del cardinale Martinelli. Inoltre, fu protettore di ben quaranta enti ecclesiastici diffusi nel mondo: Italia, Belgio, Francia, Perù e Spagna. Il 16 ottobre 1919 consacrò solennemente la basilica del Sacro Cuore, sulla sommità della collina di Montmartre a Parigi, alla presenza di un gran numero di dignitari ed ecclesiastici. Nel marzo 1920 il papa proclamò la Beata Vergine di Loreto patrona dell'Aviazione, grazie all'impegno personale del cardinale Vico.
Dopo la morte di papa Benedetto XV, prese parte al conclave del 1922, che si concluse con l'elezione al soglio pontificio del cardinale Achille Ratti con il nome di Pio XI.

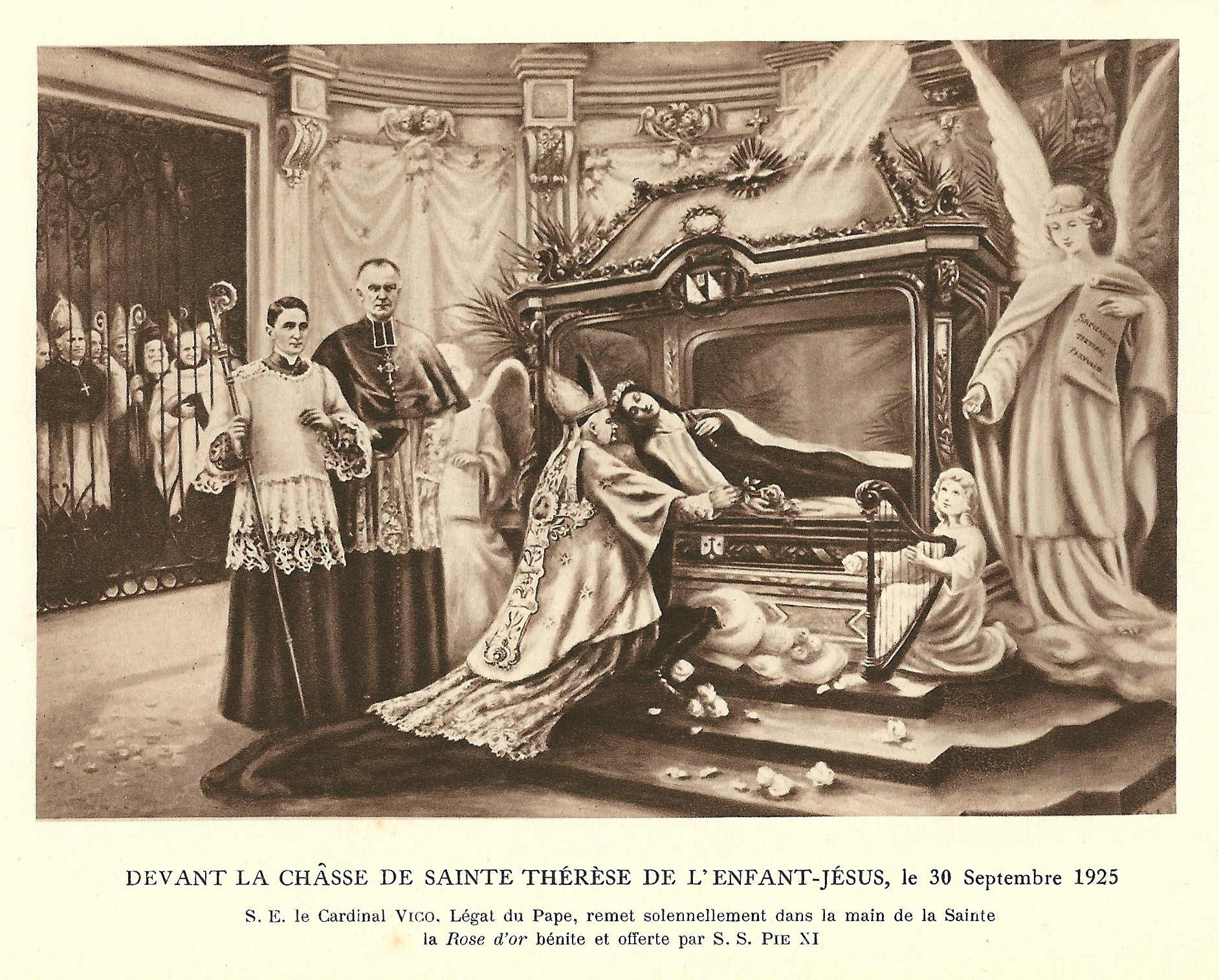
Il cardinale legato Vico consegna la Rosa d'oro, benedetta da papa Pio XI, nelle mani della salma di Santa Teresa di Lisieux.

Il nuovo papa lo nominò legato pontificio al Congresso eucaristico dell'Aquila, svoltosi il 16 agosto 1923. In seguito, il 30 settembre 1925, al termine di una solenne processione ed una messa con migliaia di fedeli, conferì una Rosa d'oro benedetta dal papa alla città di Lisieux in onore di Santa Teresa di Gesù Bambino, che aveva contribuito a far canonizzare il 17 maggio precedente. Nel dicembre 1923 aveva anche sottoscritto il decreto che riconosceva le virtù erotiche di Bernadette Soubirous, dando avvio alla sua causa di beatificazione. Inoltre, si occupò delle cause di canonizzazione di Gabriele dell'Addolorata, Giovanna d'Arco e Giovanni Maria Vianney.
Colpito dall'influenza, morì il 25 febbraio 1929 a Roma, all'età di ottantadue anni. Al termine dei solenni funerali, la salma venne inizialmente tumulata all'interno del Cimitero del Verano, per poi essere traslata presso la Chiesa del Santissimo Sacramento, in una cappella accanto al Santissimo Crocifisso, nella nativa Agugliano.

## Genealogia episcopale e successione apostolica
La genealogia episcopale è:
- Cardinale Scipione Rebiba
- Cardinale Giulio Antonio Santori
- Cardinale Girolamo Bernerio, O.P.
- Arcivescovo Galeazzo Sanvitale
- Cardinale Ludovico Ludovisi
- Cardinale Luigi Caetani
- Cardinale Ulderico Carpegna
- Cardinale Paluzzo Paluzzi Altieri degli Albertoni
- Papa Benedetto XIII
- Papa Benedetto XIV
- Papa Clemente XIII
- Cardinale Bernardino Giraud
- Cardinale Alessandro Mattei
- Cardinale Pietro Francesco Galleffi
- Cardinale Giacomo Filippo Fransoni
- Cardinale Carlo Sacconi
- Cardinale Edward Henry Howard
- Cardinale Mariano Rampolla del Tindaro
- Cardinale Antonio Vico

La successione apostolica è:
- Cardinale Desiré-Félicien-François-Joseph Mercier (1906)
- Cardinale Vicente Casanova y Marzol (1908)
- Arcivescovo Francisco María Cervera y Cervera, O.F.M. (1908)
- Vescovo Manuel Basulto y Jiménez (1910)
- Arcivescovo Nicola Monterisi (1913)
- Vescovo Antonio Vicente Arenas y Rueda (1914)
- Vescovo Giovanni Maria Zonghi (1914)
- Vescovo Fidel García Martínez (1921)
- Arcivescovo Filippo Cortesi (1921)
- Arcivescovo George Joseph Caruana (1921)
- Arcivescovo Pietro Pomares y de Morant (1921)

## Araldica
| Stemma | Blasonatura |
| ------ | --- |
|        | D'azzurro, al grifone d'argento imbeccato e lampassato d'oro accompagnato in capo da due gigli dello stesso posti in fascia. Lo scudo, accollato a una croce astile patriarcale d'oro, posta in palo, è timbrato da un cappello con cordoni e nappe di rosso. Le nappe, in numero di trenta, sono disposte quindici per parte, in cinque ordini di 1, 2, 3, 4, 5. |